# Animació amb retalls
L'animació amb retalls (en anglès: Cutout animation) és una tècnica per produir animacions utilitzant figures planes fetes de materials com paper, targetes, teixit o fins i tot fotografies. Les primeres animacions conegudes eren animacions amb retalls (fetes a Argentina per Quirino Cristiani), ja que és l'animació més antiga que s'ha conservat.
L'animació amb retalls és una de les tècniques més antigues i simples d'animació que existeixen, i posseeix diverses formes i variacions. Essencialment, l'animació amb retalls consisteix en la producció d'animació en dues dimensions, amb personatges, decorats i escenaris fets de materials retallats tals com paper, cartró o tela. Es tracta d'una variant de la tècnica d'animació stop-motion, on els materials plans citats anteriorment es disposen de manera horitzontal i es fotografien des de dalt.
Els animadors divideixen les peces en petits sectors per ajuntar després allò necessari i els donen un moviment a la vegada, gravant-ho tot amb una càmera que capturi les preses individuals i pugui crear, a través del muntatge, una sensació de moviment.

## Història
Trobem antecedents d'aquesta tècnica previs a la invenció del cinema: el teatre d'ombres xineses o el wayang kulit, en el qual les titelles eren projectades des de darrere d'una pantalla en vertical.
El primer cas registrat que encara es conserva d'aquesta tècnica, el podem trobar en un curt anomenat Humorous Phases of Funny Faces dirigit pel britànic James Stuart Blackton. Tanmateix, el primer llargmetratge del qual es té constància d'animació amb retalls és la pel·lícula L'Apòstol que data de l'any 1917 i està realitzada per l'animador i realitzador argentí Quirino Cristiani. Tot i que no se’n conserva cap còpia, se sap que Quirino utilitzava retalls de cartolina negra dibuixades amb línies blanques que, un cop revelades (inversió en negatiu de la pel·lícula) quedaven com si fossin dibuixos en línia negra en paper blanc. A més a més, combinava aquesta tècnica amb l'intercanvi d'altres dibuixos per modificar expressions i formes en els objectes.
L'animació amb siluetes (ombres) n'és una variant i l'alemanya Lotte Reiniger, va ser qui la va portar a la seva màxima expressió artística. Un clar exemple és la pel·lícula Les aventures del príncep Achmed (1926), una animació amb siluetes que utilitza figures de cartró animades sobre una taula multiplans (una de les primeres al món) combinant l'animació amb sorra i sabó per als efectes especials. La història està basada en un dels contes de Les mil i una nits. Originalment la pel·lícula estava pintada.
En aquell mateix any, apareix també Lladres de Bagdad, llargmetratge realitzat pel japonès Noburo Ofuji amb la tècnica del chiyogami (paper japonès de colors).
Més tard, destaca Harry Everett Smith amb les seves il·lustracions retallades de catàlegs del s. XIX titulades No. 12 l'any 1962 mentre que a l'URSS trobem Lefty (1964) i Go There, Do not Know Where (1966).
Trobem el cas particular de René Laloux, director que va utilitzar les retallades pels seus primers treballs. El planeta salvatge és el seu primer llargmetratge i és un rar exemple d'animació amb retallades sense unions. Quant a casos especials, trobem també els llargmetratges de Karel Zeman, originari de Txecoslovàquia, que combinaven animació amb retallades i escenaris amb actors en viu.
La armada Brancaleone del director italià Mario Monicelli (1966) és una de les pel·lícules més destacades del gènere cinematografic commedia all'italiana i la seva escena d'apertura està realitzada amb una animació de retallades creada per Emanuele Luzzati.
Per acabar, trobem els films més moderns. D'una banda, Twice Upon a Time (1983), una pel·lícula animada per John Korty i produïda per George Lucas que fa servir una forma d'animació amb retallades que ells mateixos van batejar com a Lumage, consistent en peces d'un plàstic especial que els animadors movien en una taula retroil·luminada. De l'altra, la pel·lícula South Park: Bigger Longer & Uncut (1999) fa servir animació digital per imitar l'estètica d'animació amb retallades.

## Característiques
En general, l'animació amb retalls és menys precisa i més difícil de controlar que la tradicional, ja que aquesta última al estar constituïda per il·lustracions, permet una millor coordinació de l'acció representada. Un dels objectius de l'animació amb retalls és aconseguir una sensació de moviment ràpid i continuo que permeti dissimular algunes de les seves limitacions.
Normalment aquest tipus d'animació no té metratges superiors als cinc minuts, a excepció dels casos digitals. És un tipus d'animació on el control del moviment no és tan precís com en l'animació amb transparències: el moviment ràpid, ferm i amb pauses raonables és la característica més notable dels retalls. D'aquesta manera, es presta a una acció frenètica, caòtica i contínua.
Per animar un personatge es sol dissenyar prèviament en un paper i després es retallen les seves extremitats. Posteriorment, aquestes extremitats es poden unir per generar una figura plana articulada o bé quedar soltes per poder moure cada part per separat. Al tractar-se de figures planes, només es poden mostrar des d'un angle de perspectiva, de manera que si es vol fotografiar el personatge o figura des d'altres angles, s'haurà de dibuixar i retallar novament.
Com que animar trossets de paper pot comportar moltes complicacions, els animadors han desenvolupat les següents solucions:
- Separar els personatges amb capes de transparències
- Enganxar peces per fixar les parts estàtiques d'un personatge a un nivell de transparències.
- Dotar d'articulacions els personatges; com que els personatges animats per mitjà de retalls acostumen a tenir els membres i el cap separats del cos, a vegades aquestrs s'uneixen per formar “articulacions”, que alhora ajuden a la continuïtat i limiten els moviments que pot fer la figura.
- Hi ha ocasions en les que s'han usat imans: sobre una fulla de goma magnetitzada s'ha col·locat el fons i rere les figures s'hi ha posat un trosset de cinta magnetofònica o de fulla de ferro, de manera que els personatges queden adherits al fons però alhora l'animador els pot moure.

### Avantatges
Un dels avantatges principals de l'animació amb retalls és que es necessiten menys il·lustracions que en l'animació tradicional. L'animador pot utilitzar un simple dibuix i dividir-lo en parts per representar el moviment que, amb un altre tipus d'animació, requeriria molts més dibuixos i esforços.
A més, l'únic límit que trobem en el disseny de les peces és la pròpia imaginació dels creadors.

### Desavantatges
Allò que més destaca i es veu a simple vista és la dificultat dels moviments suaus i amb fluïdesa de les formes bidimensionals.
A més, els detalls són complicats d'aconseguir. Per exemple, quan es vol que un personatge parli, la sincronització dels llavis amb el so prèviament gravat queda sempre molt fals. És aquesta una de les raons per les quals l'animació amb retallades s'utilitza amb històries mudes de poca durada.

## Animació digital amb retalls
Actualment, els animadors moderns sovint produeixen animacions a l'estil de retallades utilitzant programari d'ordinadors com Macromedia Flash o Adobe After Effects, ja que permeten reemplaçar les imatges retallades amb imatges escanejades i digitalitzades, pel fet que els estalvia temps de producció i els permet tenir arxius de mides més reduïts.
Un exemple ben clar d'això és la sèrie South Park que utilitza la tècnica original de les retallades i ho traspassa a allò digital. El primer capítol va ser construït a partir de retalls de cartolina per després fer la resta d'episodis digitalment, mantenint sempre la seva estètica particular. Altres sèries que van voler imitar l'estètica de l'animació amb retalls amb animació flash vas ser Charlie & Lola i Angela Anaconda, entre d'altres.
L'animació amb retalls digital s'acosta a l'animació amb retalls tradicional “per extrems” perquè la figura no es mou fotograma a fotograma, sinó que es seleccionen posicions claus en una línia de temps i el programari calcula els punts d'entremig. Per exemple, si el moviment va del punt A al punt B en 5 segons, es col·loca a A en el segon 00, creant el primer fotograma clau i després en el segon 05 es desplaça a B creant el segon fotograma clau. Això rep el nom d'interpolació.
Un cop finalitzada una animació manual, les alteracions que es poden fer són mínimes degut al grau de complicació que suposa. En canvi, el procés digital sempre permet afegir més coses per sobre el moviment bàsic. A més, permet millorar el treball a base d'errors, cosa complicada en stop motion, ja que si es cometen equivocacions s'ha de realitzar la presa sencera una altra vegada. També és més senzill modificar la quantitat de figures, la llum, i, en general, afegir efectes visuals gràcies a la digitalització de les imatges.
Per acabar, trobem també la tècnica coneguda popularment com a 2.5D, ja que combina l'animació d'objectes i personatges en dues dimensions, és a dir, plans, amb espai tridimensionals. Les conseqüències d'això són la quantitat de plans, el joc amb la profunditat, els moviments de càmera, etc.

## Animació amb retalls: Post – it
L'animació amb retalls, tal com hem pogut veure prèviament, és una variant de l'Stop Motion que consisteix principalment, a utilitzar una sèrie de retalls que a primera instància no semblen tenir una utilitat específica i se'ls dona un ús insòlit pel que fa la seva naturalesa. A partir d'aquí, se'n poden observar diversos tipus entre els quals trobem el que utilitza com a matèria primera els pòstits. Inicialment, aquests objectes servien únicament com eina de recordatori, però aquest sistema els ha proporcionat una altra utilitat. Aquest tipus d'animació amb retalls consisteix bàsicament en què, a partir dels pòstits es crea una història qualsevol. Aquesta no té perquè tenir una introducció, un nus i un desenllaç, sinó que a vegades simplement es realitza un joc de colors i formes on la finalitat és gaudir de l'espectacle que ofereixen.

### Tipus
- Amb dibuixos al interior (passant pàgines): Aquesta variant es fonamenta en el desenvolupament d'una història a partir d'un quantitat considerable de pòstits i una idea dels dibuixos que es voldran fer amb un bolígraf o un llapis. La idea de la mecànica és que s'esbossi l'objecte desitjat en cada pòstit, i que aquest en cada un, faci un moviment diferent. D'aquesta manera, un cop s'hagin omplert tots, s'ajuntin en forma de llibreta i es passin a velocitat ràpida, l'objecte es mourà com si aquest tingués vida pròpia.
- Com a única eina (fotografies): Aquest altre tipus consisteix principalment en utilitzar els pòstits com a única eina per realitzar la història en qüestió, és a dir, emprar-ne diversos amb la finalitat de crear una narració jugant amb la mida, el moviment, la llum, el color, etc. Cal destacar que sovint en aquesta variant s'utilitza més la idea d'impressionar l'espectador amb l'espectacle que es produeix que no amb la història en si mateix. Aquestes però, tot i que no tinguin la estructura bàsica de la narració (introducció, nus i desenllaç) acostumen a tenir un rerefons social o un missatge amb moralitat.

## Llargmetratges i curts

### Llargmetratges[7]
- Les aventures del príncep Achmed: realitzada per Lotte Reiniger va ser una animació utilitzant siluetes, retallades i un fons que pintava de colors. Els efectes especials els feia amb sabó i sorra.[8]
- Els lladres de Bagdad: feta per Noburo Ofuji va ser també un exemple primerenc d'aquest tipus d'animació.
- Nº 12: també conegut com el Cel i la Terra Màgica de Harry Everett Smith, acabat el 1962, utilitza retallades extretes d'il·lustracions de catàlegs del segle xix.
- La pel·lícula soviètica Zurdo
- Les primeres pel·lícules de René Laloux van fer ús de retallades armatured, mentre que la seva primera pel·lícula Fantastic Planet és un rar exemple de l'animació de la retallada unarmatured.
- Les pel·lícules de Karel Zeman combinen retalls amb paisatges i actors en viu.
- L'obertura de l'Armada Brancaleone, una pel·lícula del director italià Mario Monicelli, compta amb una animació amb retalls realitzada per l'italià Emanuele Luzzati.
- Twice Upon a Time, una pel·lícula d'animació dirigida per John Korty i produïda per George Lucas, utilitza una forma d'animació amb retalls que els cineastes anomenen "Lumage", la qual utilitza peces de plàstic prefabricades que els animadors movien en una taula de llum.[9]
- South Park: Més gran, més llarg i sense talls. Utilitza l'animació per ordinador per imitar l'animació amb retalls.
- Strange Frame: basat principalment en un estil de tall innovador combinat amb elements tradicionals i 3D.

### Altres[7]
- The Miracle of Flight: breu clip d'animació del famós Monty Python's Flying Circus - per Terry Gilliam
- Le merle: 1958, és una combinació de les retallades amb un fons - per Norman McLaren ".[10]
- Com la mort va venir a la Terra: 1971, per Ishu Patel.
- Tabi (1973) i tovalloletes no Shgai (1974): dues animacions retallada - per Kihachiro Kawamoto.
- Angela Anaconda: una sèrie d'animació que combina les fotografies en blanc i negre i animació CGI d'estil inspirat amb les retallades
- South Park: utilitza retalls de paper de construcció en el seu primer episodi abans de canviar a PowerAnimator i, més tard, Maya.
- Las pistas de Blue: utilitzen l'animació de la retallada per molts dels seus personatges.
- Charlie y Lola: utilitza una complexa combinació d'elements fotogràfics i dibuixat per imitar l'estil collage dels llibres originals- per Lauren Child.
- Joel Veitch utilitza SWF retallada estil d'animació al seu lloc web Rathergood.com.
- El lloc d'animació humor JibJab Arxivat 2016-05-17 a Wayback Machine. usa sobretot retalls fotogràfics.
- Outer Space Astronauts: utilitza una tècnica similar per combinar l'acció en viu i les capes generades per ordinador en el seu estil únic d'animació.
- Rei Rotllo era personatge infantil creat per David McKee el 1979
- Lie Lie Lie per Serj Tankian, el video musical, també utilitza l'animació de la retallada
- El tema introductori de Charlie Chalk.
- Meu-meu, el gatet mandrós de la Xina i Tillie, L'Hipopòtam Infeliç de Txecoslovàquia: són dos shows per nens que es van emetre des de 1967 fins a 1984 - El primer utilitza colors brillants per sobre un pla blanc mentre que el segon va fer servir una varietat de diferents tons de grocs, verds i grisos.
- Sèrie Mario de Nintendo Paper utilitza l'animació amb retalls amb els personatges per explorar els diferents llocs dins o al voltant del Regne Xampinyó. A més, l'anunci per la consola 3DS del joc Paper Mario: Sticker Estrella usa també aquest tipus d'animació.